# Словенска антитеза
Словенска антитеза је стилска фигура у српском језику, карактеристична за српску народну поезију и у другим словенским језицима. То је посебна врста поређења трочланог састава. Сложена је фигура, најчешће коришћена у песмама и састоји се од питања, више понуђених одговора, негирања понуђених одговора и тачног одговора. Низањем питања набрајају се одређени предмети и појаве по једној особини или по више одлика. Истим редоследом се негирају издвојени појмови, а завршним исказом се директно открива ситуација, појава, лик као члан у средишту интересовања. 

## Пример
| Ој девојко, питома ружице, кад си расла, на шта си гледала?                                                                | питање               |
| Ил` си расла на бор гледајући, ил` на јелу танку поноситу, ил` на мога брата најмлађега?                                   | понуђени одговори    |
| Ој јуначе, моје јарко сунце, нит` сам расла на бор гледајући, нит` на јелу танку поноситу, нит` на твога брата најмлађега, | нетачни одговори     |
| већ сам, млада, према теби расла!                                                                                          | једини тачан одговор |
Најчешће се јавља у иницијалној позицији усмене варијанте. Сама фигура се повезује са епском стилизацијом и она активира и усмерава пажњу публике на неки сукоб, догађај или необичне околности.
Пример:
„Или грми ил` се земља тресе
ил` се море бије о брегове
ил` се бије море о мраморје
нити грми нит се земља тресе
нити бије море о мраморје
већ падају на Задру лубарде
чини бане големо весеље
јер је добра сужња уфатио
добра сужња Перлу Радосава...“
Неки проучаваоци словенску антитезу деле на фигуре звука или боје.
Пример:
„Што се бијели крај сињег мора
или је пина од мора сињега
или су они бијели лабудови
или су пале на планбишту овце
није пина од мора сињега
нису оно бијели лабудови
нит` су оно овце на планбишту
већ је оно рањен добар јунак
на њему се бијели кошуљица.“
Боје истичу статичност почетне слике наглашавајући трагику исхода или отварају простор нарацији. Овај стилски поступак се може јавити и у средишњим сегментима епске композиције, али га је тада теже уочити.
Антитезом одређен дијалог или монолог значи промену сцене и повезивање два временска тока - прошлост + будућност. На тај начин се и богати епска сцена и психолошки продубљују ликови. Сведен опис емотивно сенчи јунака постављеног у крупни план нарације.
Пример:
„Која ти је голема невоља,
те преврћеш по крви јунаке?
Кога тражиш по разбоју млада?
Или брата, или братучеда?
Ал` по греку стара родитеља?“
Дијалошка словенска антитеза у средишњој позицији открива многострукост улога и значења и то можемо видети у песми „Женидба Милића барјактара“.
Пример:
„Ој пунице, ђевојачка мајко!
Или си је од злата салила?
Или си је од сребра сковала?
Или си је од сунца отела?
Или ти је Бог од срца дао?"
Заплака се ђевојачка мајка
А кроз сузе тужно говорила:
„Мили зете Милић-барјактаре!
Нити сам је од злата салила,
Нити сам је од сребра сковала,
Нити сам је од сунца отела,
Веће ми је бог од срца дао.
Девет сам их такијех имала,
Осам их је удомила мајка,
Ни једне их није походила,
Јер су јадне рода урокљива,
На путу их устијели стр`јела...“
Словенском антитезом се издвајају главни учесници већ саопштеног догађаја. Она уноси емотивни набој у приказивање догађаја, наговештава присност међу ликовима, њихове немире, страхове, унутрашња стања.
Иако је карактеристична за епску поезију, може се, такође, јавити и у другим врстама поезије (на пример у баладама - Хасанагиница).